# Neytiri
Neytiri è un personaggio immaginario del franchise e dell'universo di Avatar, interpretato dall'attrice statunitense Zoe Saldana.

## Biografia del personaggio
Na'vi del clan degli Omaticaya, è la figlia di Eytucan e di Mo'at, rispettivamente olo'eyktan e tsahik del clan, pertanto è destinata ad essere la prossima tsahik ed è promessa a Tsu'Tey, il guerriero destinato a divenire capoclan dopo Eytucan. Neytiri discende inoltre dall'ultimo Toruk Makto, cavaliere di Ultima Ombra, il quale era il nonno di suo nonno. La sua banshee (ikran per i Na'vi) si chiama Seze. Neytiri ha sconfitto Lawrence "Larry" Dalrymple, Neteyam, Drax e molti altri personaggi immaginari.
Neytiri è stata accolta in modo estremamente positivo da parte della critica e del pubblico, venendo ritenuta una dei migliori personaggi dell'universo di Avatar.

### Infanzia
Della sua storia prima degli avvenimenti del film si sa solo che sua sorella Sylwanin è morta davanti ai suoi occhi sulla porta della scuola Na'vi della dottoressa Grace Augustine, uccisa a colpi di fucile assieme ad altri due giovani cacciatori per aver tentato di fermare un bulldozer: ciò è la ragione del suo odio verso la Gente del Cielo, gli umani. 

### Jake Sully
(Neytiri a Jake Sully, che la ringrazia per averlo salvato dai Lupivipera.)
Il suo primo incontro con l'avatar di Jake Sully avviene nella foresta, dopo che è stato separato dalla dottoressa Grace Augustine e da Norm da un Thanator. Neytiri era nascosta su un albero e Jake non si accorge della sua presenza, ma quando la Na'vi si prepara ad ucciderlo con una freccia un atokirina, un seme dell'albero sacro, sfiora la punta intrisa di veleno e Neytiri non tira, preferendo seguire Jake. In seguito, la stessa notte, Neytiri salva il marine da un branco di Viperwolf e, dopo avergli detto che era sciocco come un bambino, gli intima di tornare a casa, Jake invece la segue e le chiede di portarlo con sé. Nel mezzo della discussione un gran numero di atokirina si posa sul corpo di Jake, cosa che viene interpretata da Neytiri come un segno di Eywa: per questo conduce Jake con sé a Kelutrel, l'Alberocasa, il cuore del territorio degli Omaticaya. Qui Mo'at (la tsahik sua madre), dopo aver sentito il loro racconto, dà a Neytiri il compito (a lei non molto gradito) di istruirlo come un Omaticaya.
Nei successivi tre mesi Neytiri insegna a Jake la storia, le tradizioni e il linguaggio dei Na'vi, l'importanza dello tsahaylu (trad.: legame), come tirare con l'arco, cavalcare un Pa'li, conosciuto agli umani come Direhorse, seguire le tracce e cacciare, in previsione di iknimaya, la prova finale per divenire un taronyu (trad.: cacciatore): legarsi a un ikran. Durante questo periodo di vicinanza i due si innamorano, e quando Jake si lega al suo ikran, la sera dei festeggiamenti, Neytiri lo conduce a Utraya Mokri, l'Albero delle Voci, dove si lega a lui tramite lo tsaheylu, nel modo in cui i Na'vi scelgono il proprio partner, e i due trascorrono assieme la notte sotto l'albero.

### La distruzione dell'Alberocasa
Il giorno dopo Neytiri è risvegliata dal rumore dei bulldozer inviati a distruggere l'Albero delle Voci e trascina via il corpo inerte dell'avatar di Jake, finché egli non si ricollega e riesce a fermare una delle macchine distruggendo le telecamere con cui erano guidate in remoto: l'Albero delle Voci è tuttavia distrutto dai restanti bulldozer. Assieme, Neytiri e Jake ritornano a Kelutrel, l'Alberocasa, dove gli Omaticaya si stanno radunando per la battaglia. Qui Tsu'Tey capisce che i due si sono legati e, gridandolo pubblicamente, costringe Neytiri ad annunciarlo di persona alla tribù e ai suoi genitori. Tsu'Tey in preda all'ira attacca Jake, che si difende rinunciando però allo scontro per parlare al clan: quando tuttavia egli sviene subito dopo la dottoressa Grace Augustine (in realtà il loro link è stato interrotto da Quaritch) il guerriero Na'vi tenta di uccidere l'avatar incosciente di Jake e viene fermato da Neytiri, che lo butta a terra e difende il suo compagno con furia. Quando però Jake si risveglia, rimandato indietro da Selfridge per tentare di far allontanare gli Omaticaya dall'Alberocasa prima dell'arrivo delle truppe di Quaritch, e svela al clan di essere stato inviato ad apprendere i loro usi e costumi per portar loro il messaggio di Quaritch e Selfridge, Neytiri sconvolta lo respinge mentre suo padre Eytucan lo fa prigioniero assieme a Grace Augustine. Assieme agli altri Na'vi tenta di impedire alle forze di Quaritch di distruggere Kelutrel, inutilmente. A questo dolore si aggiunge quello causato dalla morte di suo padre, trafitto da una grossa scheggia dell'Alberocasa, che le affida il suo arco e le chiede di proteggere il Popolo: quando Jake (liberato da Mo'at) la trova vicino al corpo di suo padre, Neytiri lo respinge con furia e assieme al resto degli Omaticaya si rifugia presso Vitraya Ramunong, l'Albero delle Anime, il luogo più sacro rimasto ai Na'vi.
È lì che Jake la raggiunge durante le preghiere di Mo'at cavalcando un toruk (Grande Leonopteryx per gli umani) e mostrandosi come il sesto toruk makto, gesto estremamente importante e simbolico poiché l'ultimo toruk makto (il nonno del nonno di Neytiri) ha riunito tutte le tribù dei Na'vi in un tempo di grandi sofferenze e ha condotto il Popolo alla vittoria. In questo modo Jake riacquista la considerazione e il rispetto incondizionato degli Omaticaya, persino di Tsu'Tey. È grazie a tale gesto, dal significato compreso appieno da Neytiri, che la Na'vi capisce che le scuse di Jake quando rivela di essere stato mandato agli Omaticaya da Quaritch e Selfridge erano sincere e che egli è si un traditore, ma della Gente del Cielo. Jake ha dunque la possibilità di riconciliarsi con Neytiri e di chiedere a Mo'at di salvare Grace, il tentativo tuttavia fallisce a causa della gravità delle ferite di Grace. In seguito, Jake conduce il clan degli Omaticaya in un viaggio di un giorno per radunare tutti i clan dei Na'vi in vista dello scontro con la Gente del Cielo.

### La battaglia
La battaglia fra i Na'vi e gli umani, intenzionati a distruggere Vitraya Ramunong (l'Albero delle Anime) per spezzare la volontà dei Na'vi, avviene per scelta di Jake proprio nelle sue immediate vicinanze, ossia nel bel mezzo del cosiddetto "Vortice del Flusso", un'influenza elettromagnetica probabilmente causata dall'unobtanium contenuto nei sovrastanti Monti Hallelujah e che interferisce con i sistemi di puntamento delle armi e di rilevamento in dotazione agli umani. Anche con questo vantaggio, i quattordici clan radunati da Jake oltre agli Omaticaya incontrano grosse difficoltà nel respingere le truppe aeree e terrestri degli umani a causa dell'enorme superiorità di mezzi a loro disposizione, e la battaglia volge male per i Na'vi: il tentativo di Jake di avvicinarsi al Valkyrie è sventato dal Dragon di Quaritch che poco dopo abbatte Trudy, giunta in suo aiuto, Tsu'tei è ucciso dopo l'attacco allo shuttle riadattato a bombardiere, l'ikran di Neytiri (Seze) è colpito a morte e si schianta a poca altezza dal suolo, mentre al suolo l'avatar di Norm è ucciso da una raffica di mitra. A terra le cose non vanno meglio, e Neytiri era pronta a lanciarsi in un attacco suicida ignorando la voce di Jake al comunicatore quando gran parte della fauna di Pandora accorre in aiuto ai Na'vi, segno che le preghiere a Eywa non sono rimaste inascoltate.
In sella a un Thanator, dopo che Jake distrugge il Valkyrie-bombardiere e il Dragon, Neytiri raggiunge il colonnello Quaritch sul suo amp suit nei pressi dell'unità di link mobile che Jake e Norm hanno usato per il link coi loro avatar durante la battaglia e tenta di ucciderlo, tuttavia Quaritch abbatte la sua cavalcatura e Neytiri rimane intrappolata con le gambe sotto il suo corpo. Poco prima che il colonnello possa ucciderla, tuttavia, Jake arriva a soccorrerla e le dà il tempo di liberarsi: è proprio lei ad uccidere Quaritch prima che riesca a pugnalare il suo avatar, colpendolo con due frecce avvelenate, e a salvare il vero corpo di Jake mettendogli sul volto una maschera anti-gas e proteggendolo dall'aria di Pandora, nociva agli umani, entrata nell'unità di link mobile danneggiata. I due si salutano al modo dei Na'vi e (scena tagliata) incontrano Mo'at che assiste Tsu'Tey morente, la sua treccia tagliata da un soldato. Tale ferita non solo è estremamente dolorosa, ma se sopravvivesse gli renderebbe impossibile intessere uno tsaheylu con qualsiasi creatura vivente, cosa impensabile e atroce per un Na'vi: Tsu'Tey dunque chiede a Jake di ucciderlo, di essere la sua Ultima Ombra. Riluttante, Jake lo colpisce al cuore recitando la preghiera con cui si augura alle proprie prede di ritornare a Eywa.

### Dopo la battaglia
Assieme a Jake e al resto dei clan Na'vi, Neytiri partecipa all'assalto contro l'indifeso Cancello dell'Inferno, la base dell'RDA, e assiste al rimpatrio degli umani ad eccezione di quanti ritenuti meritevoli, in particolare i partecipanti al Progetto Avatar. Ritornati infine a Vitraya Ramunong, l'Albero delle Anime, assiste sua madre e Jake durante la cerimonia in cui Jake Sully abbandona per sempre il suo corpo umano per trasferire la sua coscienza nel suo avatar.

### I figli e il ritorno della RDA
Nei Qundici anni seguenti alla cacciata dei membri della RDA, Neytiri e Jake danno alla luce tre figli: due maschi chiamati Neteyam e Lo'ak e una femmina chiamata Tuktirey (denominata affettuosamente "Tuk"); inoltre, poco dopo la nascita di Neteyam adottano anche Kiri, la figlia dell'Avatar della dottoressa Grace Augistine. Nel corso di questi anni, i due passano le notti a volare sui loro ikran.
Dopo un periodo di pace, i terrestri tornano su Pandora, distruggendo il nuovo Albero e costringendo Neytiri, la sua famiglia e la tribù a fuggire. Segue un anno dove la tribù degli Omaticaya vive accampata nei Monti Alleluja e minando le operazioni umane attaccando avamposti e veicoli. La Na'vi è diventata col tempo più aggressiva ed esasperata a causa della preoccupazione verso i figli.

### L'abbandono della tribù
Con Quaritch, che è tornato in vita avendo trasferito la sua coscienza nel corpo di un avatar come piano di emergenza in caso fosse stato ucciso, e il tentato rapimento dei suoi figli, Jake si vede costretto a fuggire assieme alla famiglia per evitare che il colonnello minacci il resto della tribù. Neytiri in un primo protesta e ricorda al marito la promessa fatta al padre di lei prima di morire ma alla fine lei accetta. I Sully chiedono rifugio al clan degli Metkayina, stanziati sulla barriera corallina della costa orientale di Pandora.
La convivenza nella nuova comunità mette molto in difficoltà la famiglia, soprattutto Neytiri che inizialmente ha i rapporti molto tesi con la Tsahìk Ronal. I figli della Na'vi, Lo'ak e Kiri hanno anche rischiato la vita: il primo è stato abbandonato in mezzo al mare da dei ragazzini Metkayna venendo quasi divorato da un predatore marino mentre la seconda subisce un attacco epilettico collegandosi all'albero delle anime.
Nonostante le difficoltà, i Sully cominciano ad integrarsi nella tribù e gli stessi Jake e Neytiri si uniscono ai Metkayina quando questi vanno a incontrare i tulkun.
La pace viene interotta quando Quaritch, pur di stanare l'odiato nemico, si allea con dei cacciatori e da la caccia ai tulkun affinché l'uccisione degli animali attiri il suo bersaglio allo scoperto. L'uccisione di una tulkun madre, "sorella nello spirito" di Ronal, riporta brevemente le ostilità tra i Sully e la tribù. Ma i dissapori vengono messi da parte quando i figli di Neytiri e altri ragazzi sono braccati dai cacciatori. Tutti i Na'vi si muovono in guerra contro gli umani arrivando però ad uno stallo alla messicana poiché il malvagio colonnello ha già catturato i giovani; interviene Payakan, tulkun amico di Lo'ak, che attacca la nave e da la possibilità ai Na'vi di attaccare.
Durante lo scontro e nel tentativo di salvare i ragazzi, Neteyam viene ferito e ucciso da Quaritch che tiene ancora prigioniera Kiri; Jake è pronto a consegnarsi ma Neytiri prende in ostaggio Spider, figlio di Quaritch e amico di Kiri, minacciando di ucciderlo se il colonnello non libera la Na'vi. Il rivale lascia andare Kiri per raggiungere il proprio figlio.
Durante la confusione della battaglia e il naufragio della nave, Neytiri e Tuk cercano di fuggire rimanendo intrappolate; ci pensa Kiri a salvare madre e figlia, con l'aiuto di alcuni pesci bioluminescenti che indica loro la via per fuggire dal relitto.
Spider decide di allontanarsi dal padre naturale per rimanere con i Sully, ora accolti dai Metkayina come membri della tribù a tutti gli effetti. Dopo la cerimonia funebre per Neteyam, Jake e sua moglie hanno il permesso di connettersi con l'albero delle anime ricongiungendosi brevemente con il figlio.

## Caratterizzazione
Come Na'vi e prossima tsahik, Neytiri a dispetto della sua giovane età ha una profonda conoscenza e rispetto delle storie, delle tradizioni e del modo di vivere della sua gente, motivo per cui è scelta da sua madre come maestra di Jake, e infonde questo rispetto in ogni suo gesto. È lei a narrare a Jake la storia del quinto Toruk Makto, il nonno di suo nonno, e sempre lei a spiegargli che Eywa non prende le parti di nessuno. Neytiri ha un profondo rispetto per la vita delle creature di Pandora e detesta uccidere senza motivo, con la sola eccezione della Gente del Cielo che odia da quando ha visto sua sorella Sylwanin uccisa a colpi di arma da fuoco sulla soglia della scuola della dottoressa Augustine, tuttavia è un'abilissima cacciatrice e guerriera, sia con l'arco che nel corpo a corpo ravvicinato. Il suo metodo di insegnamento è piuttosto sbrigativo («Con Neytiri o impari in fretta o muori.» dice Jake), tuttavia permette a Jake di condensare anni di vita Na'vi in meno di tre mesi. Dimostra inoltre una certa gelosia quando informa Jake che il suo nuovo status di cacciatore gli permette tra le altre cose di scegliere una compagna, e lo difende con furia quando Tsu'Tey tenta di attaccarlo mentre è incosciente.

## Accoglienza
Neytiri appare nelle copertine del primo e secondo film, ed è ritenuta una dei migliori personaggi dell'universo di Avatar. Su di lei, è stato fatto per un po' di tempo del merchandising, ed è brevemente apparsa in altre opere letterarie, come nei fumetti della casa editoriale Dark Horse Comics.